# Claes Virgin
Claes Ludvig Virgin, född 13 april 1776 på Orreholmen i Skörstorps socken, Västergötland, död 8 september 1850 i Göteborg, var en svensk militär och landshövding.

## Biografi
Claes Virgin blev volontär vid Älvsborgs regemente 1778 och transporterades 1791 till Västmanlands regemente. Han befordrades till fältväbel vid Västmanlands regemente 1792, premiäradjutant 1794, stabslöjtnant 1802, stabskapten 1808 och andre major 1813, överstelöjtnant i armén 1814, förste major vid Västmanlands regemente 1815, samt överste i armén 1823. Claes Virgin var landshövding i Hallands län och ståthållare på Halmstads slott 1824–1844.

## Utmärkelser
- Riddare av Svärdsorden, 3 juli 1809